# Nhạc trap
Trap là một thể loại nhạc hip hop có nguồn gốc từ miền Nam Hoa Kỳ vào cuối những năm 1990.
Thể loại này được đặt tên từ tiếng lóng Atlanta "trap", trong đó đề cập đến một nơi mà chất gây nghiện được bán bất hợp pháp. Nhạc trap sử dụng trống tổng hợp và được đặc trưng bởi các mẫu hi-hat phức tạp, trống đá được điều chỉnh với độ phân rã dài (ban đầu từ máy đánh trống Roland TR-808), tổng hợp theo không khí, và thường có nội dung u ám. Nó sử dụng các nhạc cụ từ piano, dây, dàn nhạc, hợp xướng và dẫn; để đánh trống và hi-hat đôi hoặc gấp ba lần. Đây là âm thanh đặc trưng của nhạc trap.
Những người tiên phong của thể loại này bao gồm các nhà sản xuất Mannie Fresh, Shawty Redd và Toomp, cùng với các rapper Young Jeezy, Drama và TI (người đã đặt ra thuật ngữ với album 2003 Trap Muzik của anh). Tuy nhiên, âm thanh trap hiện đại đã được phổ biến bởi nhà sản xuất Lex Luger, người đã sản xuất album Waka Flocka Flame có ảnh hưởng Flockaveli vào năm 2010, và đồng sáng lập nhóm sản xuất hip-hop 808 Mafia.